# Eugenia pauper
Syzygium pauper là một loài thực vật thuộc họ Myrtaceae. Loài này có ở Malaysia và Singapore.